# 한 쌍
《한 쌍》은 대한민국의 텔레비전 프로그램이다.